# هوانغ مينغ (سياسي)
هوانغ مينغ (بالصينية: 黄鸣) هو رائد أعمال ومهندس وسياسي صيني، ولد في 1958 في الصين. انتخب عضو مجلس الشعب الصيني ‏ خلال فترته النيابية ‏.